# Zachariae Isstrom
Zachariae Isstrom of Zachariæ Isstrøm is een grote gletsjer in het noordoosten van Groenland. De gletsjer mondt in het noorden van de Jøkelbugten uit in zee.

## Geografie
De gletsjer mondt uit aan de noordkant van de baai Jøkelbugten. Voor de monding van de gletsjer ligt het eiland Schnauder Ø.
Ten noorden van de gletsjer ligt het Lambertland en ten zuiden het Hertogen van Orléansland.
Op meer dan 20 kilometer zuidelijker ligt de gletsjer Gammel Hellerupgletsjer en ten noorden/westen ligt het Nioghalvfjerdsfjorden gevoed door de Nioghalvfjerdsgletsjer.

## IJs
Het ijs van een gebied van 91.780 km² van de Groenlandse ijskap met een flux (hoeveelheid ijs dat van het land naar de zee beweegt) van 11,7 km³ per jaar, zoals gemeten tussen 1996 en 2005. Isstrøm is het Deense woord voor ijsstroom.
Zachariæ Isstrøm eindigt in een baai met meerjarig afgekalfd ijs.
Als de Zachariae Isstrom zich blijft terugtrekken kan de grootste van de ijsstromen die uitmondt in de gletsjer versnellen, doordat de druk van de gletsjer afneemt. Hierdoor zal het massabalanstekort van de ijskap significant toenemen.
Wanneer de gletsjer in haar volledigheid zou smelten, veroorzaakt dit een zeespiegelstijging van een halve meter. Vanaf 2012 wordt een versnelde smelt waargenomen. In 2015 raakte het los van een stabiliserende sill. Daarna trok het snel terug langs een schuine bedding bij de zee.